# FC Viktoria Schneidemühl
FC Viktoria Schneidemühl was een Duitse voetbalclub uit de Pommerse stad Schneidemühl, dat tegenwoordig het Poolse Piła is.

## Geschiedenis
De club werd opgericht in 1915 opgericht als FC Viktoria Schneidemühl en sloot zich aan bij de Baltische voetbalbond. Viktoria ging in de competitie van Grensmark-Schneidemühl spelen. In 1921 werd de club kampioen en plaatste zich voor de Pommerse eindronde en verloor na verlengingen met 4:3 van FC Viktoria Stargard en was uitgeschakeld. Ook het volgende seizoen plaatste de club zich voor de eindronde en versloeg Sturm Lauenburg en had een bye voor de halve finale waardoor ze meteen doorgingen naar de finale waarin ze met 7:0 afgetroefd werden door Stettiner FC Titania. Na enkele jaren afwezigheid plaatste Viktoria zich opnieuw in 1926/27 en verloor nu met nipte 5:4 cijfers van Stettiner SC. De volgende twee jaar botste de club telkens weer op Titania.
Na het einde van de oorlog werden alle Duitse voetbalclubs ontbonden, Schneidemühl werd nu een Poolse stad en de club hield op te bestaan.

## Erelijst
Kampioen Grensmark-Schneidemühl
1921, 1922, 1927, 1928, 1929